# Eduardo Estrella Aguirre
Eduardo Estrella Aguirre (Tabacundo, 1941 – Quito, 1996) è stato un medico e botanico ecuadoriano, noto per aver pubblicato Flora Huayaquilensis.

## Biografia
Eduardo Estrella studiò medicina all'Università Centrale dell'Ecuador.  Dopo la laurea si specializzò in radioterapia  al Massachusetts Institute of Technology di Cambridge (Massachusetts), negli Stati Uniti dal 1968 al 1970. Continuò quindi gli studi specializzandosi in psichiatria all'Università di Navarra, a Pamplona dal 1970 al 1973, in Spagna. Successivamente insegnò alla facoltà di medicina dell'università Centrale dell'Ecuador. Ottenne quindi un dottorato presso l'Università Cattolica di Quito negli anni 1980. 
 Ciò dopo varie pubblicazioni sulla medicina dei paesi andini e sulla storia della medicina.

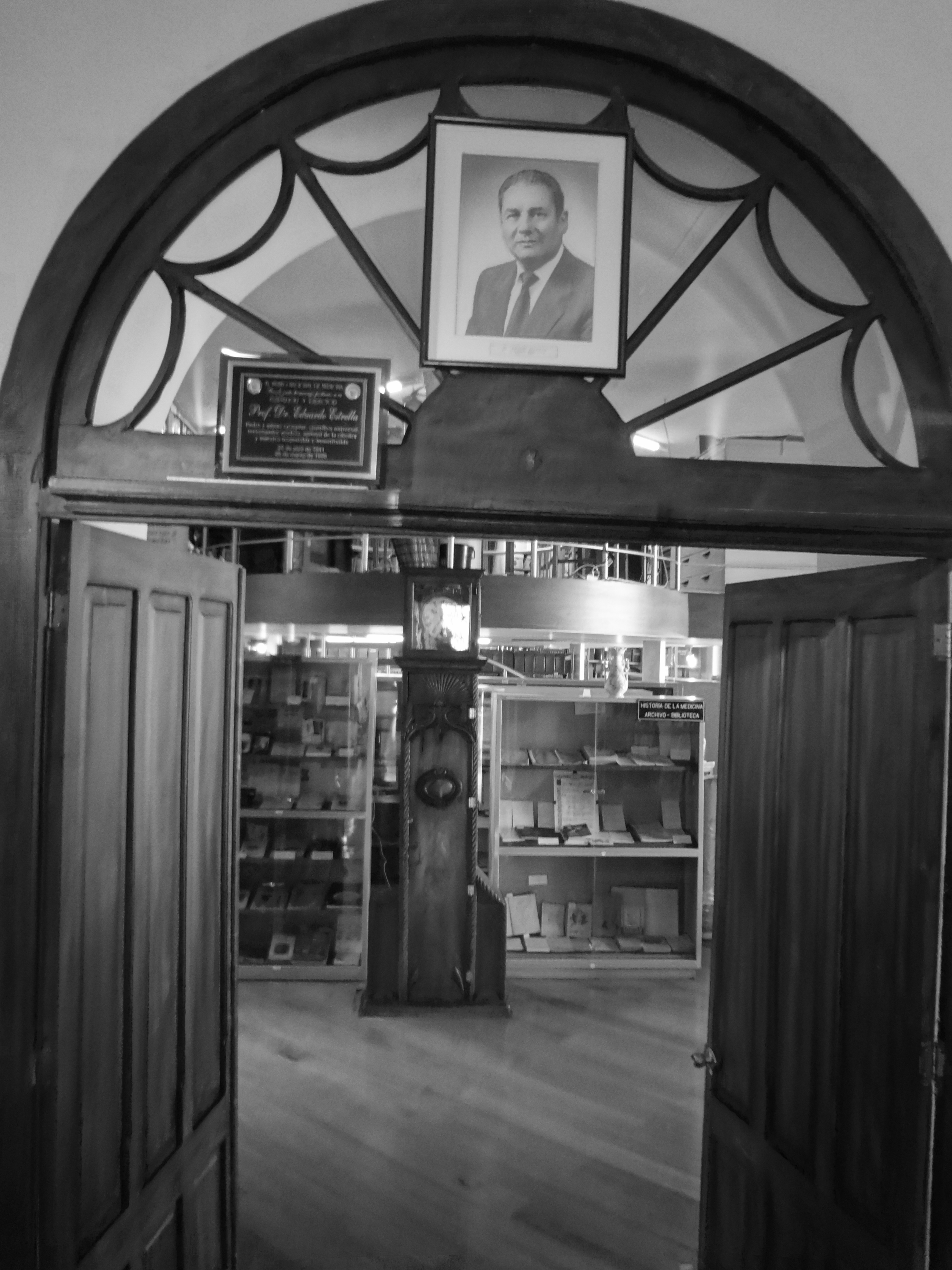
El Museo Nacional de Medicina de Ecuador, Dr. Eduardo Estrella

Fondò il Museo Nazionale Ecuadoriano della Medicina.

## Bibliografia

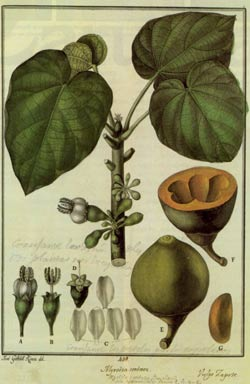
Una delle pagine del libro, Flora Huayaquilensis con illustrazione di piante originarie del Sud America

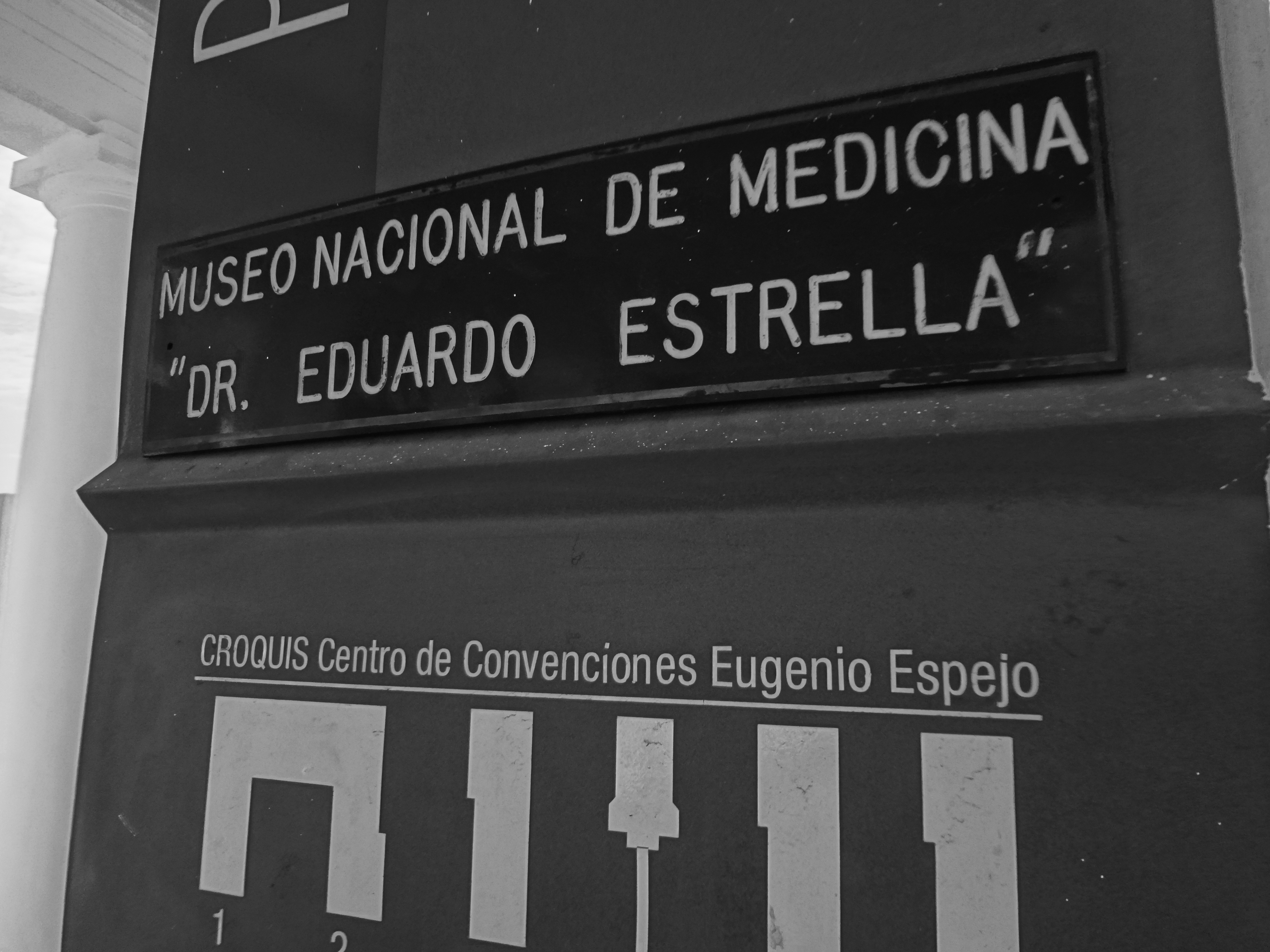
Eduardo Estrella Aguirre Museo - Quito